# Wim Jansen
Wilhelmus Marinus Anthonius „Wim“ Jansen (* 28. Oktober 1946 in Rotterdam; † 25. Januar 2022 in Hendrik-Ido-Ambacht) war ein niederländischer Fußballspieler und -trainer.

## Leben
Jansen spielte von 1965 bis 1980 bei Feyenoord Rotterdam, mit denen er dreimal die niederländische Meisterschaften und einmal den KNVB-Pokal gewinnen konnte. Seine größten Erfolge auf Vereinsebene waren der Gewinn des Europapokal der Landesmeister 1969/70 und der Gewinn des UEFA-Pokal 1973/74. Während seiner Zeit bei Feyenoord brachte er es auf 422 Einsätze in der Ehrendivision. Anschließend ging er in die USA zu den Washington Diplomats. Nach nur 27 Spielen verließ er den Verein allerdings, um für zwei Jahre bei Ajax Amsterdam zu spielen. 1982 wechselte er noch einmal für ein Jahr zu den Washington Diplomats, um dort seine Karriere ausklingen zu lassen.
Zwischen 1967 und 1980 bestritt der defensive Mittelfeldspieler 65 Länderspiele für die Niederländische Fußballnationalmannschaft. Er wurde zweimal Vize-Weltmeister, zunächst in Deutschland bei der Fußball-Weltmeisterschaft 1974. Im Endspiel gegen das Gastgeberland war er jener Spieler, dessen umstrittenes Foul im Strafraum an Bernd Hölzenbein den Foulelfmeter zum 1:1-Ausgleich durch Paul Breitner verursachte. Der zweite WM-Erfolg war dann der zweite Platz bei der Fußball-Weltmeisterschaft 1978 in Argentinien. Er nahm bei beiden Weltmeisterschaften an allen Spielen der Niederlande teil, wodurch er bis 2014 zusammen mit Ruud Krol mit 14 Spielen niederländischer WM-Rekordspieler war und wurde dann von Wesley Sneijder übertroffen.
Bei der Europameisterschaft 1976 in Jugoslawien belegte er mit den Niederlanden den dritten Platz.
Wim Jansen starb im Januar 2022 im Alter von 75 Jahren an den Folgen einer Demenzerkrankung.

## Erfolge als Spieler
- Niederländischer Meister (4): 1968/69, 1970/71, 1973/74, 1981/82
- Niederländischer Pokalsieger: 1969
- Europapokal der Landesmeister: 1969/70
- Weltpokal: 1970
- UEFA-Pokal: 1973/74
- UEFA Intertoto Cup (3): 1967, 1968, 1973
- Vizeweltmeister: 1974 (7 Spiele / 0 Tore), 1978 (7 Spiele / 0 Tore)
- Platz 3: Europameisterschaft 1976

(2 Spiele / 0 Tore)